# Acantholycosa dudkoromani
Acantholycosa dudkoromani Marusik, Azarkina & Koponen, 2004 è un ragno appartenente alla famiglia Lycosidae.

## Etimologia
Il nome della specie è in onore dell'entomologo russo Roman Dudko, specializzato nello studio dei carabidi, che negli anni '90 raccolse molti esemplari delle specie trattate nello studio in bibliografia.

## Caratteristiche
L'olotipo femminile rinvenuto ha lunghezza totale è di 9,00mm; la lunghezza del cefalotorace è di 3,80mm; e la larghezza è di 3,25mm.

## Distribuzione
La specie è stata reperita nella Russia centrale: l'olotipo femminile è stato rinvenuto 4 chilometri a nordnordovest del Monte Chernaya, fra 2600 e 3000 metri di altitudine, appartenenti alla sezione russa dei Monti Altaj.

## Tassonomia
Appartiene al dudkorum-group, la cui caratteristica peculiare è la forma dell'epigino, pressoché identica a quella di A. dudkorum e A. kurchumensis: hanno tasche apicali profonde, il setto epiginale con margini subparalleli e le ali laterali ben distinte.
Al 2016 non sono note sottospecie e dal 2004 non sono stati esaminati nuovi esemplari.